# Marco Cassin
Marco Cassin (Cuneo, 29 agosto 1859 – Padova, 8 aprile 1927) è stato un banchiere, imprenditore e politico italiano.

## Biografia
Deputato della XXIV legislatura del Regno d'Italia (1913-1919), eletto nel collegio di Borgo San Dalmazzo vincendo su Alessandro di Rovasenda ,giolittiano di ferro, prosindaco di Cuneo nel biennio 1913/14, presidente dell’Unione delle Camere di commercio del Regno e tra i fondatori della sezione italiana della Camera di Commercio internazionale, di cui divenne vicepresidente.
Consigliere della Camera di Commercio di Cuneo dal 1889,ne fu il presidente per venti anni, fra il 1906 e il 1926, (dal 1910 Camera di commercio e industria).
Avvocato, liberale, è promotore e nume tutelare di tutte le attività economiche del cuneese, prestando particolare attenzione ai problemi dell'organizzazione commerciale, dell'esportazione, della rete di trasporti e dei miglioramenti agrari.
Proprietario della Banca Emanuele Cassin, che ha sedi a Cuneo, Torino, Ventimiglia e agenzie in tutto il cuneese e in Francia. Dal 1893 al 1898 è amministratore della fabbrica di prodotti chimici
Rifredi Cremona di Roma. 
Nel 1924 ha una filanda di seta a Bernezzo ed un filatoio a Caraglio ( Il Filatoio Rosso) ed esporta organzini sul mercato svizzero.
Nel 1924 il prefetto di Cuneo, Limongelli, scrive di lui:" Attualmente è commissario governativo della Camera di Commercio. Chiamato a far parte del Consiglio direttivo dell'Unione delle camere di commercio e industria italiane, veniva nominato presidente dell'Unione stessa nel 1918.
Cassin fu tra i primi, nel dopoguerra, a occuparsi e interessarsi alla formazione di una camera di commercio internazionale, le cui basi erano state poste in un convegno di Atlantic City. Partecipò quindi alla fondazione della sezione italiana e ne assunse la presidenza dopo le dimissioni di Vittorio Rolandi Ricci. Come presidente Cassin patrocinò e diresse iniziative degne di nota, tra cui la lotta contro i monopoli di Stato".
Alla sua morte nel 1927 è presidente della Società telefonica Stipel e consigliere della idroelettrica Monviso Verzuolo e della Italica Assicurazioni e riassicurazioni.
Lascia la moglie Ida Brigida Rosselli (cugina dei noti antifascisti), il figlio Carlo Emanuele, le figlie Angiola, Maria Teresa (Rina) ed Elena. Il figlio primogenito Luigi morì durante un volo d'addestramento a Cameri nel 1916.
Lontano cugino del premio Nobel per la Pace 1968, il giurista René Cassin.